# Glover (condado de Orleans)
Glover es un lugar designado por el censo ubicado en el condado de Orleans en el estado estadounidense de Vermont. En el año 2010 tenía una población de 303 habitantes.

## Geografía
Glover se encuentra ubicado en las coordenadas 44°42′26″N 72°11′12″O / 44.70722, -72.18667.